# Distoleon tipulioides
Distoleon tipulioides là một loài côn trùng trong họ Myrmeleontidae thuộc bộ Neuroptera. Loài này được Fraser miêu tả năm 1950.